# بوبي ميتشيل (لاعب كرة قدم أمريكية)
بوبي ميتشيل (بالإنجليزية: Bobby Mitchell)‏ هو لاعب كرة قدم أمريكية أمريكي، ولد في 6 يونيو 1935 في هت سبرينغز في الولايات المتحدة.

## وصلات خارجية
- بوبي ميتشيل على موقع مرجع كرة القدم المحترفة.كوم (الإنجليزية)
- بوبي ميتشيل على موقع IMDb (الإنجليزية)
- بوبي ميتشيل على موقع الموسوعة البريطانية (الإنجليزية)